# Стропп'яна
Стропп'яна (італ. Stroppiana, п'єм. Stropian-a) — муніципалітет в Італії, у регіоні П'ємонт, провінція Верчеллі.
Стропп'яна розташований на відстані близько 500 км на північний захід від Рима, 65 км на схід від Турина, 10 км на південь від Верчеллі.
Населення — 1237 осіб (2014).
Щорічний фестиваль відбувається 14 - 20 серпня. Покровитель — святий Михайло.

## Демографія
Населення за роками:

Станом на 1 січня 2023 року в муніципалітеті офіційно проживало 89 іноземців з 12 країн, серед них 28 громадян країн Євросоюзу та 4 громадяни України.

## Сусідні муніципалітети
- Азільяно-Верчеллезе
- Карезана
- Пертенго
- Пеццана
- Риве
- Вілланова-Монферрато